# مجنون القيروان
مجنون القيروان فيلم تونسي أنتج عام 1939 للمخرج الفرنسي جان أندريه كروزي. وهو أول فيلم موسيقي وأول فيلم تم إنتاجه باللغة العربية في تونس.
يعتبر أحد الأفلام الرئيسية في تاريخ السينما في شمال إفريقيا قبل الحرب العالمية الثانية.

## طاقم العمل
- الإخراج : جان أندريه كروزي
- السيناريو : بول هوغ وحسن رزق
- التصوير : رينيه فوي وبول شافاستيل
- موسيقى : محمد التريكي، موريس بينيس، وجين ياتوف
- سنة الإنتاج : 1937
- الإنتاج : توبيس كلانغ-فيلم
- بلد الإنتاج :  تونس -  فرنسا
- اللغة الأصلية : عربي
- الشكل : أبيض وأسود - 35 مم - صوت أحادي
- النوع : الدراما الاستعمارية - موسيقية
- المدة : 72 دقيقة [3]

## التوزيع
- عبد المجيد الشابي
- فليفلة شامية
- محمد الجموسي
- محي الدين مراد
- سلمى رضا
- صلاح الزواوي

## حول الفيلم
- تم ترميم الفيلم من قبل أرشيف الأفلام الفرنسية كجزء من خطة حماية الأفلام القديمة من وزارة الثقافة الفرنسية.[3]
- اختفى الفيلم عام 1939 ووجد في فرنسا عام 1989 بفضل بحث هشام بن عمار.[4]

## روابط خارجية
- مجنون القيروان على موقع IMDb (الإنجليزية)
- مجنون القيروان على موقع ألو سيني (الفرنسية)
- مجنون القيروان على موقع قاعدة بيانات الفيلم (الإنجليزية)
- مجنون القيروان على موقع ليتربوكسد (الإنجليزية)
- مجنون القيروان على موقع كينوبويسك (الروسية)